# Thanh Phong, Thanh Liêm
Thanh Phong là một xã thuộc huyện Thanh Liêm, tỉnh Hà Nam, Việt Nam.

## Địa lý
Xã có diện tích 6,42 km², dân số năm 1999 là 5.271 người, mật độ dân số đạt 821 người/km².

## Hành chính
Xã Thanh Phong được chia thành 6 thôn: Ba, Ba Làng, Bói Hạ, Phố Bói, Phúc Nhị, Tân Phong.

## Đình Động Xá
Đình Động Xá thờ Nguyễn Điền, Nguyễn Bang là các tướng nhà Đinh có công đánh dẹp 12 sứ quân. Có một giai thoại phảng phất màu huyền bí và đậm chất nhân văn đã được lưu truyền nhiều đời ở Bái Đoài, Động Tứ rằng: Vào thế kỷ thứ mười vùng đất Bái Đoài có hai anh em ruột mang tên họ Nguyễn Điền, Nguyễn Bang và người con gái dòng dõi họ Đặng, tục gọi Chân Nương (đều là con cầu tự chùa làng) cùng giáng sinh vào ngày rằm tháng tám. Lớn lên giữa buổi đất nước lâm loạn thời 12 sứ quân, ba người con cầu tự chùa Bái Đoài tương truyền đều là thần tiên giáng thế giúp đời đã đứng lên mộ binh ở trang Động Xá, phò giúp Đinh Bộ Lĩnh dẹp yên loạn lạc, thống nhất giang sơn và lập ra triều Đinh tiếng tăm lừng lẫy. Là những trang tuấn kiệt, văn võ toàn tài, lại có công lớn phò vua, giúp nước, hộ dân nên anh em Nguyễn Điền, Nguyễn Bang được triều đình ban quốc tính, đổi sang họ vua, mang danh Đinh Điền, Đinh Bang. Đinh Điền được phong Đại Tư Đồ Bình Trương Sự. Đinh Bang được phong Thống Lĩnh Tướng quân.
Theo Ngọc phả đền Lăng, Đinh Bộ Lĩnh đã cùng Đinh Điền, Đinh Bang về Bảo Thái xưa lập căn cứ, tuyển quân, huấn luyện binh sĩ. Dân địa phương truyền khẩu khu vực vua Đinh đóng quân, sau này lập đền thờ vua trên đỉnh núi Lăng.
Đình đã hư và toàn bộ khu vực xây dựng lại chùa lấy tên là Khánh Long, thuộc thôn Tân Phong(gồm Động Xá Tân Lợi và Dư Nhân). Chùa khánh thành tháng 11 năm 2019, do sư Phương trụ trì.